# Sezonul de Mare Premiu din 1949
Sezonul de Mare Premiu din 1949 a fost al patrulea an postbelic pentru cursele auto de Mare Premiu (Grand Prix) și ultimul an înainte de începerea Campionatului Mondial de Formula 1. A fost cel de-al treilea sezon al curselor auto de Formula 1 FIA, deși unele dintre Marile Premii din acel sezon încă foloseau alte formule. Cursele care s-au desfășurat conform criteriilor de Formula 1 au limitat capacitatea motoarelor la 1,5 litri, supraalimentat, sau 4,5 litri cu aspirație naturală. Nu a existat un campionat organizat în 1949, deși mai multe dintre cursele mai prestigioase au fost recunoscute drept Grandes Épreuves (Evenimente Majore) de către FIA. Alberto Ascari și Juan Manuel Fangio s-au dovedit a fi cei mai de succes piloți, fiecare câștigând câte cinci Mari Premii. Mașinile Maserati au fost marca cea mai de succes, câștigând 10 dintre cele 27 de curse de Mare Premiu ale sezonului.

## Rezumatul sezonului

### Grandes Épreuves
| Data          | Mare Premiu                     | Circuit           | Pole position   | Cel mai rapid tur | Pilotul câștigător   | Constructorul câștigător | Raport |
| ------------- | ------------------------------- | ----------------- | --------------- | ----------------- | -------------------- | ------------------------ | ------ |
| 15 mai        | Marele Premiu al Marii Britanii | Silverstone       | Luigi Villoresi | B. Bira           | Toulo de Graffenried | Maserati                 | Raport |
| 30 mai        | Indianapolis 500                | Indianapolis      | Duke Nalon      | necunoscut        | Bill Holland         | Deidt-Offenhauser        | Raport |
| 19 iunie      | Marele Premiu al Belgiei        | Spa-Francorchamps | Luigi Villoresi | Giuseppe Farina   | Louis Rosier         | Talbot-Lago              | Raport |
| 3 iulie       | Marele Premiu al Elveției       | Bremgarten        | Giuseppe Farina | Giuseppe Farina   | Alberto Ascari       | Ferrari                  | Raport |
| 17 iulie      | Marele Premiu al Franței        | Reims-Gueux       | Luigi Villoresi | Peter Whitehead   | Louis Chiron         | Talbot-Lago              | Raport |
| 11 septembrie | Marele Premiu al Italiei        | Monza             | Alberto Ascari  | Alberto Ascari    | Alberto Ascari       | Ferrari                  | Raport |

### Alte Mari Premii
| Data          | Mare Premiu                                                           | Circuit             | Pilotul câștigător   | Constructorul câștigător |
| ------------- | --------------------------------------------------------------------- | ------------------- | -------------------- | ------------------------ |
| 29 ianuarie   | III Gran Premio del General Juan Perón y de la Ciudad de Buenos Aires | Palermo             | Alberto Ascari       | Maserati                 |
| 6 februarie   | III Gran Premio Eva Duarte de Perón                                   | Palermo             | Oscar Alfredo Gálvez | Alfa Romeo               |
| 27 martie     | X Grande Prêmio Cidade do Rio de Janeiro                              | Circuito da Gávea   | Luigi Villoresi      | Maserati                 |
| 3 aprilie     | IV San Remo Grand Prix                                                | Ospedaletti         | Juan Manuel Fangio   | Maserati                 |
| 18 aprilie    | X Grand Prix du Pau                                                   | Circuitul Pau       | Juan Manuel Fangio   | Maserati                 |
| 18 aprilie    | I Richmond Trophy                                                     | Goodwood            | Reg Parnell          | Maserati                 |
| 24 aprilie    | III Grand Prix de Paris                                               | Linas-Montlhéry     | Philippe Étancelin   | Talbot-Lago              |
| 28 aprilie    | III JCC Jersey Road Race                                              | St Helier           | Bob Gerard           | ERA                      |
| 8 mai         | IV Grand Prix du Roussillon                                           | Perpignan           | Juan Manuel Fangio   | Maserati                 |
| 14 mai        | Grand Prix de Marseille                                               | Marseilles          | Juan Manuel Fangio   | Simca Gordini            |
| 26 mai        | XI British Empire Trophy                                              | Douglas             | Bob Gerard           | ERA                      |
| 5 iunie       | XVIII Grand Prix des Frontières                                       | Chimay              | Guy Mairesse         | Talbot-Lago              |
| 10 iulie      | XI Grand Prix de l'Albigeois                                          | Albi (Les Planques) | Juan Manuel Fangio   | Maserati                 |
| 31 iulie      | II Grote Prijs van Zandvoort                                          | Zandvoort           | Luigi Villoresi      | Ferrari                  |
| 20 august     | I BRDC International Trophy                                           | Silverstone         | Alberto Ascari       | Ferrari                  |
| 27 august     | Lausanne Grand Prix                                                   | Lausanne            | Giuseppe Farina      | Maserati                 |
| 17 septembrie | II Goodwood Trophy                                                    | Goodwood            | Reg Parnell          | Maserati                 |
| 18 septembrie | Marele Premiu al Australiei                                           | Leyburn             | John Crouch          | Delahaye                 |
| 25 septembrie | I Velka cena Ceskoslovenska                                           | Brno                | Peter Whitehead      | Ferrari                  |
| 9 octombrie   | V Grand Prix du Salon                                                 | Linas-Montlhéry     | Raymond Sommer       | Talbot-Lago              |
| 18 decembrie  | IV Gran Premio del General Juan Perón y de la Ciudad de Buenos Aires  | Palermo             | Alberto Ascari       | Ferrari                  |

## Statistici

### Câștigători de Mari Premii

#### Piloți
| Piloți               | Victorii | Victorii         |
| Piloți               | Total    | Grandes Épreuves |
| -------------------- | -------- | ---------------- |
| Alberto Ascari       | 5        | 2                |
| Juan Manuel Fangio   | 5        | 0                |
| Luigi Villoresi      | 2        | 0                |
| Reg Parnell          | 2        | 0                |
| Bob Gerard           | 2        | 0                |
| Toulo de Graffenried | 1        | 1                |
| Louis Rosier         | 1        | 1                |
| Louis Chiron         | 1        | 1                |
| Oscar Alfredo Galvez | 1        | 0                |
| Philippe Étancelin   | 1        | 0                |
| Guy Mairesse         | 1        | 0                |
| Charles Pozzi        | 1        | 0                |
| Giuseppe Farina      | 1        | 0                |
| John Crouch          | 1        | 0                |
| Peter Whitehead      | 1        | 0                |
| Raymond Sommer       | 1        | 0                |

##### Constructori
| Constructori  | Victorii | Victorii         |
| Constructori  | Total    | Grandes Épreuves |
| ------------- | -------- | ---------------- |
| Maserati      | 10       | 1                |
| Ferrari       | 6        | 2                |
| Talbot-Lago   | 5        | 2                |
| ERA           | 2        | 0                |
| Delahaye      | 2        | 0                |
| Alfa Romeo    | 1        | 0                |
| Simca Gordini | 1        | 0                |